# لاک‌پشت پابلند پهن
لاک‌پشت پابلند پهن (نام علمی: Podocnemis expansa) نام یک گونه از زیرراسته کنارگردن است.

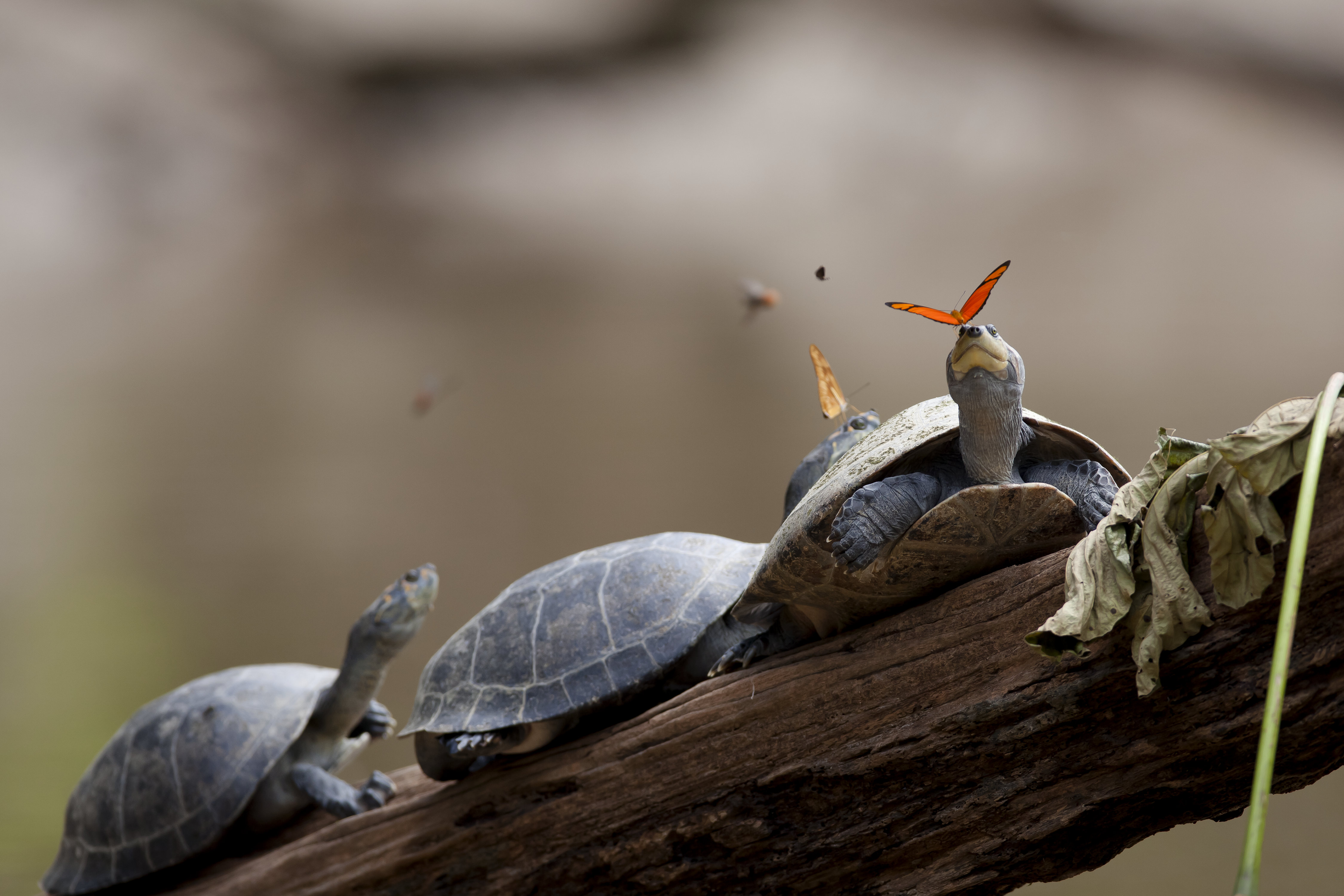